# Сарди, Энрико
Энри́ко Са́рди (итал. Enrico Sardi, 1 апреля 1891, Генуя — 4 июля 1969, Таранто) — итальянский футболист, игравший на позиции нападающего. В качестве игрока прежде всего известен по выступлениям за клуб «Дженоа» и национальную сборную Италии. Трёхкратный чемпион Италии.

## Клубная карьера
В профессиональном футболе дебютировал в 1908 году выступлениями за клуб «Андреа Дориа», в котором провел 5 сезонов.
Своей игрой за эту команду привлек внимание представителей тренерского штаба клуба «Дженоа», к составу которого присоединился в 1913 году. Сыграл за генуэзский клуб следующие одиннадцать сезонов своей игровой карьеры. Был одним из главных бомбардиров команды, имея среднюю результативность на уровне 0,77 гола за игру первенства. В её составе трижды становился чемпионом Италии.
Впоследствии с 1924 по 1927 год играл в составе команд клубов «Новезе» и «Савона». Завершил профессиональную игровую карьеру в низшелиговом клубе «Дертона», за которую выступал на протяжении 1930—1931 годов.

## Выступления за сборную
В 1912 году дебютировал в официальных матчах в составе национальной сборной Италии. В течение карьеры в национальной команде, которая длилась 8 лет, провел 7 матчей, забив 4 гола. В составе сборной был участником Олимпиад в 1912 году (в Стокгольме) и 1920 (в Антверпене).

## Карьера тренера
Начал тренерскую карьеру сразу же по завершении карьеры игрока, в 1931 году, возглавив тренерский штаб клуба «Таранто». Опыт тренерской работы ограничился этим клубом.
Умер 4 июля 1969 года на 79-м году жизни в городе Таранто.

## Титулы и достижения
- Чемпион Италии (3)

«Дженоа»: 1914/15, 1922/23, 1923/24